# Osman Chávez
Osman Danilo Chávez Güity (Santa Fe, Departamento de Colón, Honduras, 29 de julio de 1984) es un exfutbolista y político hondureño. Jugaba de defensa central y su último equipo fue el Vida de la Liga Nacional de Honduras.

## Trayectoria

### Platense
Inició en Platense Junior donde hizo todas las formativas. Debutó profesionalmente el 7 de octubre de 2004 frente al Municipal Valencia de la Liga de Ascenso de Honduras.

### Motagua
Luego en 2007 fue cedido a préstamo al Club Deportivo Motagua en donde tuvo un excelente rendimiento, pero tuvo que regresar a Platense el año siguiente por razones deportivas. En el 2009 viajó a Inglaterra y Escocia para probarse con el Tottenham Hotspur y con el Celtic Glasgow, pero no logró convencer a los técnicos de ambos clubes y regresó al Motagua. En 2010 se anunció un acuerdo con Pachuca, pero al final optó por partir al fútbol del Viejo Continente.

### Wisła Cracovia
El 8 de agosto de 2010 se anunció su fichaje por el Wisła Cracovia de Polonia, y en 2011 ganó la Temporada 2010-11 de la Ekstraklasa. 

### Puebla
En 2013 fichó por el Puebla Fútbol Club de la Primera División de México.

### Qingdao Jonoon
Finalmente en 2014 fue cedido a préstamo por seis meses al Qingdao Jonoon de China.

## Selección nacional
Ha sido internacional con la Selección de fútbol de Honduras en 55 ocasiones. Debutó el 6 de febrero de 2008 en un juego amistoso ante la Selección de fútbol de Paraguay.
El 5 de mayo de 2014 se anunció que Chávez había sido convocado por Luis Fernando Suárez entre los 23 jugadores que disputaron la Copa Mundial de Fútbol de 2014 en Brasil con Honduras.

### Participaciones en torneos internacionales
- Copa de Oro 2009, 2011 y 2013.
- Copa Centroamericana 2009 y 2011.
- Eliminatorias Sudáfrica 2010 y Brasil 2014.

### Participaciones en Copas del Mundo
| Mundial                        | Sede      | Resultado      |
| ------------------------------ | --------- | -------------- |
| Copa Mundial de Fútbol de 2010 | Sudáfrica | Fase de grupos |
| Copa Mundial de Fútbol de 2014 | Brasil    | Fase de grupos |

## Clubes
| Club           | País     | Año         |
| -------------- | -------- | ----------- |
| Platense       | Honduras | 2004 - 2007 |
| Motagua        | Honduras | 2007 - 2008 |
| Platense       | Honduras | 2008 - 2010 |
| Wisła Cracovia | Polonia  | 2010 - 2013 |
| Puebla         | México   | 2013        |
| Qingdao Jonoon | China    | 2014        |
| Platense       | Honduras | 2015        |
| Real España    | Honduras | 2015 - 2016 |
| Vida           | Honduras | 2017        |

## Palmarés

### Campeonatos nacionales
| Título      | Club           | País    | Año  |
| ----------- | -------------- | ------- | ---- |
| Ekstraklasa | Wisła Cracovia | Polonia | 2011 |

### Campeonatos internacionales
| Título                       | Club (*)              | País     | Año  |
| ---------------------------- | --------------------- | -------- | ---- |
| Copa Interclubes de la Uncaf | Motagua               | Honduras | 2007 |
| Copa Centroamericana         | Selección de Honduras | Panamá   | 2011 |

(*) Incluyendo la Selección.

### Distinciones individuales
| Distinción                                | Otorgada por | Año  |
| ----------------------------------------- | ------------ | ---- |
| Incluido en el 11 Ideal de la Ekstraklasa | Sports.pl.   | 2011 |